# Lista Antiproibicionista das Drogas
A Lista Antiproibicionista das Drogas (em italiano:  Lista Antiproibizionisti sulla Droga, per Roma Civica, laica e verde, contro la criminalità politica e comune) foi uma lista eleitoral italiana, criada a partir do Partido Radical, e que existiu de 1989 a 1992.

## Resultados Eleitorais

### Parlamento Europeu
| Ano  | Votos         | %    | Eleitos | +/– |
| ---- | ------------- | ---- | ------- | --- |
| 1989 | 430.150 (#11) | 1,24 | 1 / 87  | –   |